# Накривањски Чифлук
Накривањски Чифлук је мало село у околини Лесковца, засељено између Стројковца и Накривња. У селу се налази црква Светог архангела Гаврила.

## Положај села
Село припада Јабланичком округу и налази се обалама Накривањске реке. Са североисточне стране села налази се канал на коме су изграђене многобројне воденице а у атару села Накривња, Накривањског Чифлука и Стројковца, па је највећи део села лоциран измeђy Накривањске реке и овог канала, док се само три дамаћинства налазе на левој обали Накривањске реке.

## Назив села
Као што то његово име показује, Накривањски Чифлук је најпре био велико добро обрађивано по систему чифлука. Хан га није у сваме путопису од 1858. године поменуо, али га Милан Ђ. Милићевић бележи као сеоско насеље са 12 пореских глава. Чије је власништво био овај чифлук пред крај турске власти, не може се са сигурношћу тврдити. Морао је бити, и вероватно је да је и био, једноr од господара села Накривња, али је исто тако могуће да је његов власник био и лесковачки чорбаџија Нешка Митровић, који је овде имао и своју воденицу. Та воденица и сада носи назив „Нешкина воденица".

## Земља и воде
Накривањски Чифлук, као мало село, има и мали атар, а његова земља носи ове називе: Грбавица, Пашине њиве и Куса падина. На овом, последњем потесу налазе се њиве и забрани овоrа села. Село излази на канал и Накривањску реку. Оба ова водена тока имају текуће воде преко целе године. Сем тога и изданска вода је близу земљине површине.